# Papillomaviridae
Die Virusfamilie Papillomaviridae umfasst 16 Gattungen von unbehüllten Viren mit einer doppelsträngigen, zirkulären DNA als Genom. Bis 2002 bildete die Familie Papillomaviridae als Gattung Papillomavirus zusammen mit der jetzt eigenen Familie Polyomaviridae die Familie Papovaviridae. 1964 hatte Joseph Melnick aufgrund der morphologischen und genetischen Ähnlichkeiten diese heute obsolete Virusfamilie vorgeschlagen. Die Vermehrungsstrategie, das Spektrum der Erkrankungen und die Anordnung der Gene sind jedoch so unterschiedlich, dass man sie in zwei verschiedene Familien unterteilte.
Im März 2020 hat das International Committee on Taxonomy of Viruses (ICTV) diese ehemaligen Familie Papovaviridae wieder als Klasse Papovaviricetes in die offizielle Taxonomie eingeführt, unter der die beiden Teilfamilien wieder vereint sind.
Papillomviren verursachen bei sehr vielen verschiedenen Wirbeltieren Hautwucherungen im Sinne von Warzen (Papillome). Das erste als Virus erkannte Agens aus dieser Gruppe wurde von Richard Shope 1932 bei erkrankten Kaninchen isoliert (Shopes Kaninchenpapillomvirus). Die Entstehung bösartiger Tumoren aus diesen gutartigen Wucherungen wurde bereits damals beobachtet. Heute ist die Entstehung verschiedener Krebsarten bei Menschen und Tieren mit Vertretern der Papillomaviridae verbunden. Beim Menschen ist dies vorwiegend das Cervixkarzinom durch Infektionen mit Humanen Papillomviren. Die Vermehrung von Papillomviren ist strikt auf Epithelien beschränkt und sie bedürfen zur Vermehrung Zellen, die sich in einer Phase der Entdifferenzierung befinden. Aufgrund dieses strengen Gewebstropismus ist bislang eine vollständige Vermehrung der Papillomaviridae in Zellkulturen nicht möglich.
2013 wurden Hybride zwischen Papillomviren und Polyomaviren beschrieben („Bandicoot papillomatosis carcinomatosis virus type 1“ und „2“, BPCV1 und 2).

## Morphologie

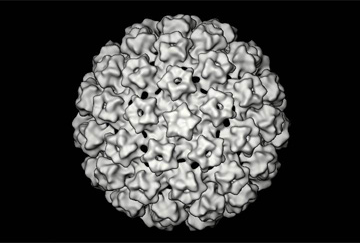
Cryo-Rekonstruktion des Bovinen Papillomvirus 1. Erkennbar ist die fünfstrahlige Symmetrie der Untereinheiten.

Schemazeichnung: Virion der Papillomaviridae im Querschnitt und in Aufsicht.

Die etwa 55 nm großen, unbehüllten Virionen (Viruspartikel) der Papillomviren bestehen aus einem ikosaedrischen Kapsid (T=7), das aus 72 Kapsomeren aufgebaut ist. Von den Kapsomeren sind 60 in einer fünfstrahligen Symmetrie (Pentamere) und diese wiederum in 12 sechsstrahligen (Hexamere) angeordnet. Zwischen den Pentameren bestehen Disulfidbrücken. Bei fehlerhafter Reifung und Zusammenbau können auch filamentöse Kapside beobachtet werden. Die Kapsomere werden von zwei Strukturproteinen (L1 und L2) gebildet. Das L1 (55 bis 60 kDa) ist mit über 80 % Gewichtsanteil dominierend. Es besitzt nach außen gerichtete, speziesspezifische Epitope. Das L2 (50 bis 53 kDa) besitzt gruppenspezifische Epitope. Die Virionen besitzen eine hohe Umweltstabilität; milde Detergenzien (Seife), saure pH-Werte und zur Virusinaktivierung üblicherweise verwendete fettlösende Substanzen (beispielsweise 2-Propanol) inaktivieren Papillomviren nicht. Sie sind für 1 Stunde bei 50 °C hitzestabil.
Im Inneren der Kapside befindet sich die zirkuläre DNA des Virusgenoms. Diese ist mehrfach verdrillt („supercoiled“) und bildet zusammen mit zellulären Histonen einen Nukleoproteinkomplex, der den eukaryotischen Nukleosomen strukturell sehr ähnelt. Von den fünf bekannten Histonen findet man die Histone H2a, H2b, H3 und H4.

## Genomorganisation
Das Genom der Papillomviren ist etwa 6800 bis 8400 bp groß und codiert mit 9 bis 10 Offene Leserahmen (ORF) für die frühen Virusproteine (early: E1-E8) und die späten Strukturproteine (late: L1 und L2). Bei einigen Spezies fehlen E3- oder E8-Leserahmen. Im Gegensatz zu den Polyomaviridae ist die Leserichtung für alle ORFs gleich. Vor den Genen für die frühen Virusproteine befindet sich eine regulatorische Region (LCR, long control region), die Steuerungssequenzen (Promotoren, Enhancer und Replikationsursprung) enthalten. Die Leserahmen überlappen sich teilweise und liegen in verschiedenen Leserastern. Die im Zellkern durch zelluläre RNA-Polymerasen transkribierten viralen mRNAs unterliegen weiteren Modifizierungen wie einem Capping, einer Polyadenylierung und einem RNA-Splicing. Zur Vermehrung der genomischen DNA der Papillomaviridae besitzen die Viren keine eigene DNA-Polymerase. Sie sind bei der Virusreplikation darauf angewiesen, dass ausreichende Mengen zellulärer DNA-Polymerasen vorhanden und aktiv sind. Da dies besonders während der Zellteilung der Fall ist, haben die Papillomaviridae verschiedene Mechanismen entwickelt, um die Wirtszelle zur ständigen Teilung anzuregen, durch E6 und E7. Diese Mechanismen sind die Ursache für die typischen Gewebswucherungen bei Infektionen mit Papillomviren und eine mögliche Entartung der Zellen.

## Systematik
Die innere Systematik der Papillomaviridae ist nach Maßgabe des ICTV, Stand November 2018, wie folgt; Gattungen ohne aufgeführte Spezies haben nur eine einzige (d. h. sie sind monotypisch):
- Familie Papillomaviridae

- Unterfamilie Firstpapillomavirinae

- Genus Alphapapillomavirus

- Spezies Alphapapillomavirus 1 bis 14

- Genus Betapapillomavirus

- Spezies Betapapillomavirus 1 bis 6

- Genus Gammapapillomavirus

- Spezies Gammapapillomavirus 1 bis 27

- Genus Deltapapillomavirus

- Spezies Deltapapillomavirus 1 bis 7

- Genus Epsilonpapillomavirus

- Spezies Epsilonpapillomavirus 1 und 2

- Genus Zetapapillomavirus

- Spezies Zetapapillomavirus 1 mit Fulmarus glacialis papillomavirus 1

- Genus Etapapillomavirus

- Spezies Etapapillomavirus 1 mit Fringilla coelebs papillomavirus

- Genus Thetapapillomavirus

- Spezies Thetapapillomavirus 1 mit Psittacus erithacus papillomavirus 1

- Genus Iotapapillomavirus

- Spezies Iotapapillomavirus 1 und 2

- Genus Kappapapillomavirus

- Spezies Kappapapillomavirus 1
- Spezies Kappapapillomavirus 2

- Genus Lambdapapillomavirus

- Spezies Lambdapapillomavirus 1 bis 5

- Genus Mupapillomavirus

- Spezies Mupapillomavirus 1 bis 3

- Genus Nupapillomavirus

- Spezies Nupapillomavirus 1 mit Human papillomavirus 41

- Genus Xipapillomavirus

- Spezies Xipapillomavirus 1 bis 5

- Genus Omikronpapillomavirus

- Spezies Omikronpapillomavirus 1 mit Phocoena spinipinnis papillomavirus

- Genus Pipapillomavirus

- Spezies Pipapillomavirus 1 und 2

- Genus Rhopapillomavirus

- Spezies Rhopapillomavirus 1 und 2

- Genus Sigmapillomavirus
- Genus Sigmapapillomavirus 1 mit Erethizon dorsatum papillomavirus 1
- Genus Taupapillomavirus

- Spezies Taupapillomavirus 1 bis 4

- Genus Upsilonpapillomavirus

- Spezies Upsilonpapillomavirus 1 bis 3

- Genus Phipapillomavirus

- Spezies Phipapillomavirus 1 mit Capra hircus papillomavirus 1

- Genus Chipapillomavirus

- Spezies Chipapillomavirus 1 mit Canis familiaris papillomavirus 3

- Genus Psipapillomavirus

- Spezies Psipapillomavirus 1 bis 3

- Genus Omegapapillomavirus

- Spezies Omegapapillomavirus 1 mit Eptesicus serotinus papillomavirus 2

- Genus Dyodeltapapillomavirus
- Genus Dyoepsilonpapillomavirus
- Genus Dyozetapapillomavirus
- Genus Dyoetapapillomavirus
- Genus Dyothetapapillomavirus
- Genus Dyoiotapapillomavirus

- Spezies Dyoiotapapillomavirus 1 und 2

- Genus Dyokappapapillomavirus

- Spezies Dyokappapapillomavirus 1 bis 5

- Genus Dyolambdapapillomavirus
- Genus Dyomupapillomavirus
- Genus Dyonupapillomavirus
- Genus Dyoxipapillomavirus
- Genus Dyoomikronpapillomavirus
- Genus Dyopipapillomavirus
- Genus Dyorhopapillomavirus
- Genus Dyosigmapapillomavirus
- Genus Dyotaupapillomavirus
- Genus Dyoupsilonpapillomavirus
- Genus Dyophipapillomavirus
- Genus Dyochipapillomavirus
- Genus Dyopsipapillomavirus
- Genus Dyoomegapapillomavirus
- Genus Treisdeltapapillomavirus
- Genus Treisepsilonpapillomavirus
- Genus Treiszetapapillomavirus
- Genus Treisetapapillomavirus
- Genus Treisthetapapillomavirus
- Genus Treisiotapapillomavirus
- Genus Treiskappapapillomavirus

- Unterfamilie Secondpapillomavirinae

- Genus Alefpapillomavirus

- nicht klassifizierte Spezies innerhalb der Familie Papillomaviridae:

- Spezies Trichosurus-vulpecula-Papillomvirus (en. Trichosurus vulpecula papillomavirus, TvPV)
- Spezies Fuchskusu-Papillomvirus (en. Possum papillomavirus, PoPV), infiziert Fuchskusus (Common brushtail possum, Australien und Neuseeland).

An diesem Benennungsschema hat sich auch bis April 2020 (ICTV MSL #35) nichts Wesentlichen geändert, es liegt inzwischen jedoch ein Vorschlag an das ICTV zur Umbenennung vor.